# Незалежні депутати Європейського парламенту
Незалежні (НЗ) або неприєдані (НП) (фр. Non-Inscrits; скорочено NI; англ. Non-Attached Members, скорочено NA) — депутати Європейського парламенту, які не належать ні одній з визнаних фракцій Європарламенту.
Ці члени Європарламенту можуть бути членами національної або європейської партії, але для формування політичної групи в Європейському парламенті має бути 25 депутатів з семи різних держав. Належність до якої-небудь групи надає доступ до державних фондів і місць у комітетах, але члени групи повинні бути ідеологічно пов'язані. Групи зручності, такі як Технічна група незалежних (1999—2001), раніше існували, але більше не допускаються, і були підняті мінімальні вимоги до формування групи, що змусило менш численні депутатам визнавати себе як НП.
Політичні ідеології, які демонструють незалежні, коливаються від консерватизму, націоналізму і націонал-консерватизму до соціал-лібералізму, популізму, комунізму і неонацизму. З 2015 року, однак, незалежні складаються переважно з ультраправих партій.
У 6-му Європейському парламенті 23 правих неприєднаних короткочасно сформували групу «Ідентичність, традиція, суверенітет» на початку 2007 року, але вона розпалася 14 листопада 2007 року через внутрішні розбіжності.